# Ein Hatzeva
Ein Hatzeva (en hebreo: עין חצבה) es un moshav ubicado en el valle central de Aravá en Israel. Está ubicado al sur del Mar Muerto, y forma parte de la jurisdicción del Concejo Regional de Tamar. El moshav Ein Hatzeva fue fundado en 1960 como una granja agrícola no afiliada, e inicialmente no fue reconocido por el gobierno. Los fundadores intentaron cultivar hortalizas en el árido valle de Aravá, y el pueblo fue reconocido a causa de su éxito. El moshav fue llamado como la cercana fuente de Hatzeva. El lugar fue mencionado en los textos griegos como Eisebon.

## Fortaleza de Hatzeva

### Descubrimiento y excavaciones
Fue observada por primera vez y documentada por Alois Musil en 1902, la fortaleza romana fue identificada en los viajes de Fritz Frank en 1932 en la región. En 1934, Nelson Glueck identificó la ubicación como un caravasar de los nabateos cooptado por los romanos, pero Benjamin Mazar y Michael Avi-Yonah descubrieron en 1950 algunos objetos de la época del primer Templo. En la década de 1960, Yohanan Aharoni sugirió por primera vez que el sitio podría ser el mismo que el Tamar del Libro de Ezequiel 47:19 y 48:28, y la Tamara de Eusebio de Cesarea. La primera excavación de rescate se realizó en 1972 bajo la dirección de Aharoni y Rudolph Cohen, pero gran parte del trabajo fue realizado por Cohen, Yigal Yisrael y recientemente por Tali Erickson-Gini, luego de la participación de la ONG estadounidense Blossoming Rose en 1986, en asociación con la Autoridad de Antigüedades de Israel, el Fondo Nacional Judío y el Concejo Regional de Tamar. Conocido además de Tamar como la Fortaleza de Hatzeva, o identificada alternativamente con Tadmor de Salomón, el sitio tiene seis estratos que indican ocupaciones de los primeros israelitas, nabateos, edomitas, romanos y árabes tempranos. Incluye un árbol de 1.000 años y el Paliurus spina-christi más grande de Israel. El área se usó para entrenar a las cuadrillas en conservación de sitios antes de su trabajo en el sitio de Masada.

### sigloXantes de Cristo
Los primeros restos, que datan del período salomónico del siglo X a. C., se asemejan a otras fortalezas contemporáneas de la meseta del Neguev e incluyen la cerámica Neguevita del período incluido. Desde el siglo X hasta el siglo VI a. C., en el Neguev también se descubrió Kadesh-Barnea, y Tel el-Kheleifeh; es probable que este nivel haya sido destruido por el Faraón Shishaq como otros sitios de ese período.

### Siglos IX-VIII antes de Cristo
La segunda capa consiste en una fortificación muy grande de la Edad de Hierro rodeada por un muro de casamatas. Este edificio del período del primer Templo del Reino de Judá es casi tan grande como las ciudades contemporáneas como Beerseba, y es cuatro veces más grande que otras ciudades fortificadas del Neguev con 10.000 metros cuadrados. La excavación reveló un complejo de puertas de cuatro cámaras orientadas hacia el norte cerca de la esquina noreste y tres almacenes, un par de graneros, un foso, y un muro defensivo. La ciudad fue posiblemente construida por el rey Amasías de Judá, un gobernante del siglo VIII a. C. que fortificó el reino de Judea y fue a la guerra con el vecino Edom en el norte de Aravá, o su hijo Ozías cuya construcción de torres en el desierto se menciona en el libro de II Crónicas.

### Siglos VII-VI aC
Se encontró una tercera fortaleza del período del segundo Templo tardío de los siglos VII-VI aC, aunque debido a que solo quedan los cimientos de las paredes, reconstruir el plano del piso ha sido difícil. Sin embargo, se reconstruyó un muro oriental con dos torres separadas por 14 metros (46 pies). También se encontró un foso lleno de arcilla y piedras aplastadas, que se volvieron a ensamblar en 74 vasos de culto, lo que indica un probable santuario edomita. Incensarios, cálices, altares y figuras humanas fueron desenterrados fuera de la muralla de la fortaleza en el extremo norte del sitio en 1993, cerca de los cimientos de un pequeño edificio que parece haber sido un santuario. Algunos de los tiestos se parecen a los barcos encontrados en un santuario edomita en Horvat Qitmit, a unos 45 kilómetros (28 millas) al noroeste. Un sello de piedra circular descubierto dentro de la fortaleza, que representa a dos hombres con túnicas largas a cada lado de un altar, proporciona otro indicador de un posible origen edomita. Las recuperaciones del pozo que datan de finales del siglo VII podrían haber sido destruidas en la campaña de reformas religiosas encabezada por el rey Josías mencionado en el libro de II Reyes.

### Siglos I-IV después de Cristo
La evidencia de la presencia administrativa y militar de los romanos es abundante, y la unión de la Ruta del incienso hasta Gaza de este a oeste y la ruta norte-sur hacia el Mar Rojo probablemente lo convirtieron en un puesto fronterizo económicamente valioso. El diseño de la fortaleza romana es similar a otros puestos de avanzada imperiales en la región. Una inscripción en latín oficial que data de varias fortalezas del área del siglo III después de Cristo, se descubrió en una gran losa de piedra caliza en los fosos cercanos de Yotvata. Este sitio era el más grande en el área con 46 metros cuadrados (495 pies cuadrados) e incluía cuatro torres de protección en las esquinas de la fortaleza. Los artefactos hablan de una posible destrucción a mediados del siglo IV d. C., tal vez por un terremoto en el año 344, aunque se reconstruyó rápidamente con pisos de piedra mejorados y se destruyó de nuevo dos décadas después, probablemente por otro terremoto en el año 363. También se encontraron una terma romana y un refugio para caravanas del mismo período, y es similar a la terma de Ascalón y a otras termas de los países cercanos. Una hilera de habitaciones de una antigua fortaleza del siglo I a. C. reveló artefactos que apuntaban a una ocupación nabatea que precede a la anexión romana. Se encontraron monedas con la semejanza de los reyes nabateos, junto con jarras de almacenamiento y otros recipientes.

### Siglos VII-VIII después de Cristo
Un estrato de fragmentos de construcción del período árabe temprano se descubrió inmediatamente debajo del suelo, junto con la evidencia de una granja ubicada sobre los restos de las termas romanas y debajo de las estructuras modernas.